# Cocoskoekoek
De kokoskoekoek (Coccyzus ferrugineus) is een vogel uit de familie van de koekoeken. 

## Verspreiding en leefgebied
Deze soort is endemisch op Cocoseiland, een onbewoond eiland in de Grote Oceaan, gelegen op vijfhonderd kilometer van de kust van Costa Rica.

## Status
De grootte van de populatie is in 1999 geschat op 250-1000 volwassen vogels. Op de Rode lijst van de IUCN heeft deze soort de status kwetsbaar.  